# تو عاشق من هستی (رمان)
تو عاشق من هستی (به انگلیسی: You Love Me) یک رمان دلهره‌آور از کارولین کپ‌نس است که توسط انتشارات راندوم هاوس در آوریل ۲۰۲۱ به زبان انگلیسی در ایالات متحده منتشر شد. این دنباله رمان سال ۲۰۱۶ او است به نام اجساد پنهان.
این رمان در هفته پانزدهم آوریل ۲۰۲۱ (شماره پانزدهم) در لیست فهرست کتاب‌های پرفروش نیویورک تایمز قرار گرفت.